# وكالة حماية وتهيئة الشريط الساحلي
{{صندوق معلومات وكالة حكومية
| الاسم  = وكالة حماية وتهيئة الشريط الساحلي
| الاسم المختصر= APAL
|  شعار = 
| عرض_الشعار  =  
| تعليق_على_الشعار = 
| تأسست = 1995
| أنهيت = 
| البلد =  تونس
| الصلاحيات =  
| المركز= 
| الإحداثيات=
| الموازنة = 
| الموقع= الموقع الرسمي

وكالة حماية وتهيئة الشريط الساحلي (APAL) هي مؤسسة تونسية عامة غير إدارية، تخضع لإشراف وزارة البيئة التونسية. أُنشئت بمُوجب القانون رقم 95-72 الصادر بتاريخ 24 يوليو 1995.

## المهام
تنفِّذ وكالة حماية وتهيئة الشريط الساحلي سياسة الدولة التونسية في مجال حماية السواحل بصفة عامة والمجال البحري العام بصفةٍ خاصة.
وهي مسؤولة عن التصرف في المناطق الساحلية، ورصد عمليات التنمية والعمل على ضمان الامتثال للقواعد والمعايير التي تضعها القوانين واللوائح المتعلقة بتطوير هذه المجالات، واستخدامها واستغلالها.
تجري الوكالة أيضًا الدراسات حول حماية المناطق الساحلية والمناطق الطبيعية وتعزيز وتطوير البحوث والدراسات والخبرات اللازمة. كما أنها تتضمن رصد تطور النظم البيئية الساحلية من خلال استغلال الأنظمة المعلوماتية المتخصصة، وتأهيل وإدارة المناطق الساحلية الطبيعية.